# 山崎かずま
山崎 かずま（やまざき かずま、11月9日 - ）は、日本の漫画家、イラストレーター。男性。

## 作品リスト

### 漫画
成人向け
1. 『プチチチズム』 2010年8年25日初版発行（同日発売[3]）、オークス〈XOコミック〉、ISBN 978-4-86105-953-7
2. 『美少女謝肉祭』 2012年5月17日初版発行（同日発売[4]）、エンジェル出版〈エンジェルコミックス〉、ISBN 978-4-87306-422-2
3. 『H.O.M.E Habitant of melting ecstasy』 2013年12月17日発売[5]、エンジェル出版〈エンジェルコミックス〉、ISBN 978-4-8730-6541-0
4. 『楽園の果実』 2014年5月23日発売[6]、茜新社〈TENMACOMICS JC〉、ISBN 978-4-86349-428-2
5. 『ポルノスターより愛をこめてっ』 2014年10月10日発売[7]、コアマガジン〈メガストアコミックス423〉、ISBN 978-4-86436-694-6
6. 『おとなのまねごと。』 2016年4月9日発売[8][7]、コアマガジン〈メガストアコミックス474〉、ISBN 978-4-86436-694-6
7. 『少女神』 2018年3月31日発売[9][7]、コアマガジン〈メガストアコミックス539〉、ISBN 978-4-86653-161-8
8. 『いつか、花咲く君たちへ。』 2020年5月29日発売[10][7]、コアマガジン〈メガストアコミックス615〉、ISBN 978-4-86653-418-3
9. 『果樹園』 2021年7月15日発売[11]、エンジェル出版〈エンジェルコミックス〉、ISBN 978-4-87306-956-2
10. 『ｃｏＬＯｒｆｕｌ』 2023年8月25日発売[12]、コアマガジン〈メガストアコミックス741〉、ISBN 978-4-86653-736-8

一般向け
- 『翠星のガルガンティア・コミックファンブック』 2013年8月19日[13]、Production I.G 「翠星のガルガンティア」製作委員会[14]、アンソロジー
- 『艦隊これくしょん -艦これ- 島風 つむじ風の少女』 （協力：「艦これ」運営鎮守府、アスキー・メディアワークス、2014年2月号 - 2016年4月号、全3巻）

### イラスト、その他
- 『♥（らぶ）りの変態日記～痴女になりたい女の子～』 （2013年、キャラクターデザイン・原画）[15]
- 『Webナイトカーニバル』 （2012年、キャラクターデザイン）